# Gruppenkommandeur
Gruppenkommandeur ist die Bezeichnung für den Befehlshaber einer Gruppe innerhalb eines Flieger- oder Flugabwehrraketengeschwaders in der Marine oder Luftwaffe der Bundeswehr. Der Gruppenkommandeur ist kein Dienstrang, sondern eine Dienststellung die mit unterschiedlichen Offiziersdienstgraden erreicht werden kann. Er entspricht in der Dienststellung einem Bataillonskommandeur. In der Luftwaffe der Wehrmacht gab es ihn ebenfalls. Der Gruppenkommandeur ist nicht zu verwechseln mit dem Gruppenführer im Heer, der normalerweise als Unteroffizier bis zu zwölf Soldaten führt.

## Bundeswehr
Der Gruppenkommandeur ist eine Dienststellung innerhalb eines Flieger- oder Flugabwehrraketengeschwaders. Ein Fliegergeschwader hat unter dem Geschwaderkommodore zwei Gruppenkommandeure jeweils für die Fliegende Gruppe (FlgGrp) und die Technische Gruppe (TGrp).

## Wehrmacht
Gruppenkommandeur war die Bezeichnung für den Befehlshaber einer Fliegergruppe in der Luftwaffe. Der Gruppenkommandeur hatte in der Regel den Dienstrang eines Majors oder Oberstleutnants, wobei es auch Abweichungen gab. Eine Fliegergruppe stellte eine Untereinheit eines Fliegergeschwaders dar. Eine Gruppe bestand normalerweise aus drei oder vier Fliegerstaffeln, welche jeweils von einem Staffelkapitän befehligt wurden.